# Малая Кеть (посёлок)
Малая Кеть — посёлок в Бирилюсском районе Красноярского края России. Административный центр Малокетского сельсовета. Находится примерно в 71 км к северо-востоку от районного центра, посёлка Новобирилюссы, на высоте 235 метров над уровнем моря.
В посёлке расположена одноимённая станция Красноярской железной дороги.

## Население
| 2010 | 2012 | 2013 | 2014 | 2015 | 2016 | 2017 |
| ---- | ---- | ---- | ---- | ---- | ---- | ---- |
| 256  | ↘237 | ↘228 | ↘219 | ↘210 | ↘194 | ↘180 |
| 2018 | 2019 | 2020 | 2021 |      |      |      |
| ↘155 | ↘145 | ↘143 | ↘123 |      |      |      |

Гендерный состав
По данным Всероссийской переписи населения 2010 года 127 мужчин и 129 женщин из 256 чел.

## Инфраструктура
В посёлке функционируют средняя школа, фельдшерско-акушерский пункт, сельский клуб, библиотека и отделение связи.

#### Транспорт
Имеется железнодорожная станция "Малая Кеть" на железнодорожной линии "Ачинск-Лесосибирск" Транссибирской магистрали, а также дорогу которая ведёт на трассы 04к-019 и 04Н-440

## Улицы
Уличная сеть посёлка состоит из 9 улиц и 1 переулка.